# Kaboré Tambi nationalpark
Kaboré Tambi nationalpark är en nationalpark i Burkina Faso. Den ligger i den centrala delen av landet, 100 km söder om huvudstaden Ouagadougou. Arean är 1,6 kvadratkilometer.
Omgivningarna runt Kaboré Tambi nationalpark är en mosaik av jordbruksmark och naturlig växtlighet. Runt Kaboré Tambi nationalpark är det mycket glesbefolkat, med 6 invånare per kvadratkilometer.